# Погорельский сельсовет (Курганская область)
Погорельский сельсовет — упразднённые административно-территориальная единица и сельское поселение в Шадринском районе Курганской области Российской Федерации.
Административный центр — село Погорелка.
С 23 декабря 2021 года Законом Курганской области от 10.12.2021 № 140 муниципальный район был преобразован в муниципальный округ, в административном районе упразднён сельсовет.

## История
Статус и границы сельского поселения установлены Законом Курганской области от 4 ноября 2004 года № 748 «Об установлении границ муниципального образования Погорельского сельсовета, входящего в состав муниципального образования Шадринского района».

## Население
| 1989  | 2002  | 2004  | 2010  | 2012  | 2013  | 2014  |
| ----- | ----- | ----- | ----- | ----- | ----- | ----- |
| 2271  | ↗2452 | ↗2526 | ↘2467 | ↗2488 | ↗2511 | ↘2510 |
| 2015  | 2016  | 2017  | 2018  | 2019  | 2020  |       |
| ↗2529 | ↗2602 | ↗2649 | ↗2689 | ↘2660 | ↗2674 |       |

## Состав сельского поселения
| № | Населённый пункт | Тип населённого пункта       | Население |
| - | ---------------- | ---------------------------- | --------- |
| 1 | Погорелка        | село, административный центр | ↗2674     |